# 原始人
原始人（げんしじん）とは、初期人類（猿人から原人）や初期の新人を指す語で、英語の early man の訳語であるが、正式な学術用語ではなく、従って、定まった定義もない。
マスコミが差別語に関して規制をかけるようになる以前（1970年代半ば頃まで）は、現代において文明からかけ離れた生活様式を維持している部族・民族を表す言葉としてもしばしば用いられた。一般的には、第二次世界大戦前に西洋社会で広まったネアンデルタール人類像、すなわち、毛皮をまとい、石斧もしくは棍棒を武器として使用する狩猟民族であるとするイメージで代表される。

## 原始人像の由来

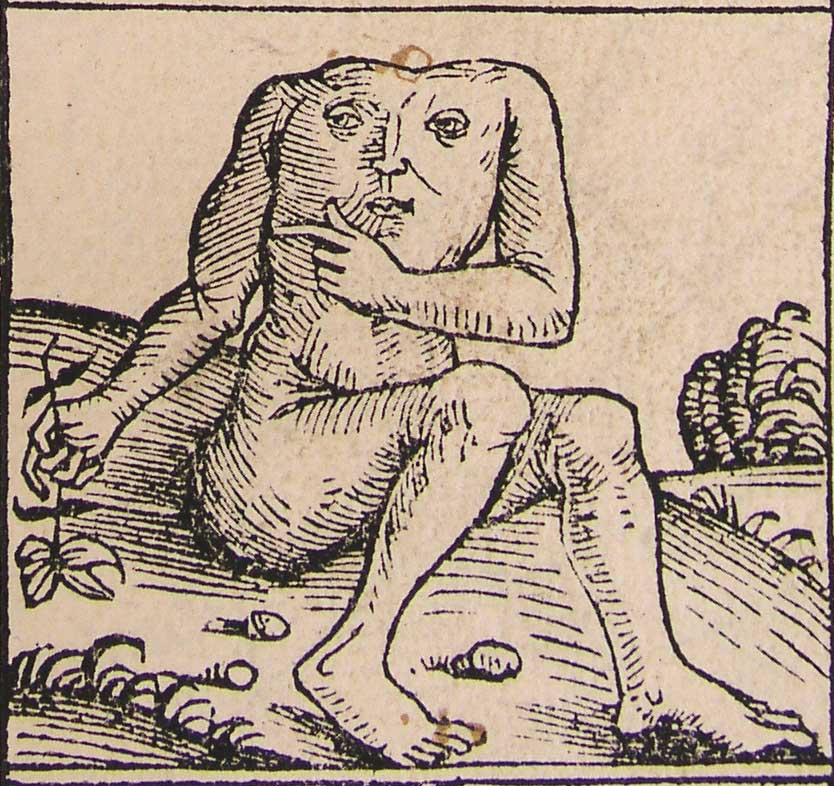
ブレムミュアエ人の絵。棍棒を持った姿で描かれたものもあり、ストリンガーらは、それが後にネアンデルタール人（原始人）のイメージ形成につながったと説く。

西洋社会においては、近代科学成立以前にも、ヨーロッパから遠く離れた未知の土地、或いは我々の住む地上の裏側（対蹠地）に、怪物のような異形の人間が住むと考えられていた。それらの形態や生活様式は様々に想像されたが、ブレムミュアエ人と呼ばれる、頭がなく胸の部分に目鼻が付いている人間は、手に棍棒を持った姿で描かれており、これが後のネアンデルタール人の発見に伴って、原始人のイメージ形成に影響したという意見もある。
1856年のドイツ、デュッセルドルフでの発見以降、ヨーロッパ各地でネアンデルタール人類の化石が発掘され、まだ古人類学が未発達であった当時は、その正確な位置付けができず、20世紀に入って1909年に最初の復原画が発表されたが、正確なものではなかった。手に棍棒を持った類人猿のような外見であり、凶暴な性質であるとされ、これが原始人像として知られるようになった。第二次世界大戦後の1953年になっても、『ネアンデルタール』（アメリカ映画）と題する、凶暴な原始人を描いた映画が公開されている。一方で、現代人から見た原始人の低い文化水準や知的水準を笑いに結び付けた映画やコミックもあった。

## 様々な原始人像
こうした作品群に描かれた原始人像は多種多様である。第二次世界大戦前後に製作された映画では、恐竜と共存していたり、原始人ゆえの間抜けでコミカルな動作や行動を描いて観客を笑わせたが、無論それらは考古学的･古人類学的裏付けを欠いたものであった。
しかし、単に野蛮で遅れた人々というイメージではなく、現代人と共通する部分、例えば貨幣経済を持っているように描かれることもあったが、その場合、「流通する貨幣は石であり、大きいほど価値が高い」ということになっているなど（ヤップ島の石貨に関する知識の反映だと思われる）、やはり現代人との差異を強調してギャグの種にするようなことが多かった。実際には、貨幣経済は古代文明の成立後に初めて現れたもので、狩猟採取生活を送っていた原始人には貨幣は不必要なものであったが、現代人と似た生活様式を描くことでかえって彼らのこっけいな様子を強調する効果があった。
更に、アメリカのハンナ・バーベラ・プロダクション制作の『原始家族』では、原始人が石器を巧みに用いたり、恐竜を使役して現代人と同じ水準の生活をしている様子が、文明批判も織り交ぜてユーモラスに描かれた。

## 原始人を扱った作品

### 漫画
- 『ギャートルズ』：園山俊二（アニメ化）　1965年 - 1975年 - シリーズ第1作
  - 『はじめ人間ゴン』科学と学習　1966年 - 1969年 - シリーズ第2作
  - 『はじめ人間ギャートルズ』小学館の学年別学習雑誌　1974年 - 1976年 - シリーズ第3作
  - 『くたばれギャートルズ』ビッグコミックオリジナル　1980年 - 1984年 - シリーズ第4作
- 『原人ビビ』：石川球太　週刊少年サンデー　1966年 - 1967年
- 『ドカチン』：吉田竜夫（原作）（アニメのコミカライズ）
  - 板井れんたろう（漫画）　週刊少年サンデー 1968年 - 1969年
  - 宮坂栄一（漫画）　幼稚園 1968年 - 1969年 - タイトルの表記は『どかちん』（一部は『どかちんのくに』）[2]
  - 吉田竜夫（漫画） 小学一年生 増刊『ウルトラ怪奇大画報』 1969年 - タイトルの表記は『ドカチン妖怪退治』[3]
- 『原始少年リュウ』：石森章太郎　週刊少年チャンピオン　1971年 - 1972年（アニメ化）
- 『ピクル』：板垣恵介　週刊少年チャンピオン　2007年
- 『グラシュロス』：金城宗幸（原作）、藤村緋二（漫画）　ヤングマガジン　2017年[4]
- 『原始バカ一族』：蓮古田二郎　Web漫画アクション[5]
- 『荒野の花嫁』：村山慶　月刊アクション[6]
- 『原始人彼氏』：北福佳猫　 LaLa DX[7]

### アニメ
- 『Why They Love Cavemen!』：アメリカ　1921年[8]
- 『原始家族フリントストーン』（最初の放映時の題名は『恐妻天国』）：アメリカ　1960年 -
- 『ドカチン』：日本　1968年 - 1969年
- 『原始少年リュウ』：日本　1971年 - 1972年
- 『はじめ人間ギャートルズ』（『ギャートルズ』のアニメ作品。後に『はじめ人間ゴン』でもリメイク）：日本　『はじめ人間ギャートルズ』1974年 - 1975年／『はじめ人間ゴン』1996年
- 『わんぱく大昔クムクム』：日本 1975年 - 1976年
- 『アーリーマン 〜ダグと仲間のキックオフ!〜』：イギリス　2018年

### 映画
「Category:原始人を題材とした映画作品」も参照。
- 『Man's Genesis』：アメリカ　1912年[9]
- 『Brute Force』：アメリカ　1914年[10]
- 『アルコール先生原始時代の巻』：アメリカ　1914年[11]
- 『Clubs Are Trump』：アメリカ　1917年[12]
- 『キートンの恋愛三代記』：アメリカ　1923年[13]
- 『Flying Elephants』：アメリカ　1928年
- 『紀元前百万年』：アメリカ　1940年
- 『恐竜100万年』（紀元前百万年のリメイク）：イギリス　1966年
- 『最後の海底巨獣』：アメリカ　1960年
- 『おかしなおかしな石器人』：アメリカ　1981年
- 『フリントストーン/モダン石器時代』：アメリカ　1994年（『原始家族フリントストーン』の実写化）
- 『紀元前1万年』：アメリカ　2008年
- 『紀元1年が、こんなんだったら!?』：アメリカ　2009年

### 小説
- 『大地の子エイラ』
- 『トナカイ月 : 原始の女ヤーナンの物語（Reindeer moon）』：アメリカ　1992年[14][15][16][17]

### TV-CM
- カップヌードル「hungry?」篇：日清食品　1992年[18]